# Rotterdam Albrandswaard
Rotterdam Albrandswaard is een bedrijventerrein dat de Nederlandse gemeente Rotterdam heeft aangelegd op het grondgebied van de gemeente Albrandswaard.
Rotterdam Albrandswaard is ook bekend onder de naam Distripark Eemhaven. Distripark Eemhaven is vanaf 1989 aangelegd tegenover de Home Terminal van het containerbedrijf Europe Container Terminals, direct aan de A15. Het Distripark is 35 ha groot en huisvest voornamelijk distributiebedrijven voor goederen die per container overzee getransporteerd worden.